# Woody Duh
Pour les articles homonymes, voir Duh.
Woody Duh, né le 23 octobre 1959, est un homme politique taïwanais.